# Les Compagnons de l'Aubépin
Publié en 1938, la même année que la Dernière Harde, ce roman qualifié de "livre de lecture courante" préfigure dans l’œuvre de Maurice Genevoix une série d’écrits pour la jeunesse : L’Hirondelle qui fit le printemps (1951), l’Ecureuil du Bois-Bourru (1947), Mon ami l’écureuil (1959), les Deux Lutins (1951), La Chèvre aux loups (publié en 1996, après sa mort).

## Place dans l’œuvre de Genevoix
Récurrences de l’ensemble de l’œuvre
D’emblée, Les Compagnons de l’Aubépin ne se rattache à aucun des quatre courants d’écriture  qui ont structuré l’œuvre de Maurice Genevoix : récits de guerre, romans-poèmes, récits de voyage, biographies. Il parcourt cependant un à un les thèmes chers à l’auteur. Ce roman fait avant tout référence à l’enfance de l’écrivain, dans un village des bords de la Rivière où reprennent vie les artisans (bourreliers, forgerons, vanniers, sabotiers), pêcheurs et bateliers de Châteauneuf-sur-Loire, sa ville presque natale, mais aussi ces figures simples et douées d’éloquence : « Il atteignait naturellement à une espèce d’éloquence, il trouvait sans peine les mots justes pour exprimer des choses qui lui tenaient vraiment au cœur ». En marge de ce peuple, certains apparaissent presque médiums ou voyants, tel l’Alouette qui sait lire les signes, et que l’on retrouvera sous les traits de Waudru dans la Forêt perdue. La nature, omniprésente, y constitue un terreau favorable pour que l’amitié y fleurisse. Si les parties de pêche, si chères à Genevoix, n’y apparaissent qu’un instant, c’est sans doute parce que l’auteur estimait qu’il les avait suffisamment dépeintes dans la Boîte à pêche (1926).
Le thème de la mort, récurrent dans l’œuvre du rescapé de la Grande Guerre, ressurgit dans l’agonie d’une tourterelle, qui s’achève lorsque « les yeux vivants (...), d’un noir si vif et brillant, venaient de s’embuer tout à coup d’une ombre bleuâtre, effrayante ». Lorsque les enfants étayeront le tunnel censé les conduire jusqu’à un trésor, l’Alouette ranimera les pires souvenirs de Genevoix : « On se cherchait, on écoutait ainsi. Mais quand les coups venaient à s’arrêter, l’angoisse nous figeait le sang : peut-être, en cet instant même, les sapeurs ennemis bourraient-ils leur fourreau de mine. Peut-être, dans une minute, une seconde, leur camouflet allait-il exploser, nous enterrer vivants dans notre sape ». Les lutteurs de « Vaincre à Olympie » s’affronteront également par les personnages du Grelu et de Louis Marcelot, en dignes représentants des troupes qu’ils commandent l’un et l’autre : « Comprends-moi bien, une lutte, pas des coups. Je n’en aurais pas peur, mais nous ne sommes pas des brutes. Loyalement, à qui terrassera l’autre (…)». On retrouve enfin l’esquisse de la rencontre avec un écureuil étrangement peu farouche, que l’on retrouvera vingt ans plus tard dans Mon ami l’écureuil.
La célébration des humbles
La figure de Saint-François d’Assise, qui fascinait tant Genevoix, apparaît dans la dernière partie du roman. L’Alouette témoigne de ces êtres qui savent : « A force de patiente volonté, de douceur jamais démentie, certains hommes parvenaient à gagner la confiance et l’amitié des bêtes libres ; au point qu’on leur prêtait on ne savait quel pouvoir mystérieux, un charme étrange, quasi magnétique ; mais c’était simplement qu’ils avaient mérité cette confiance». L’Alouette lui-même « nageait  comme une loutre, attrapait les poissons à la main, connaissait tous les oiseaux des bois, leurs nids, leurs chants, presque leur langage », et paraît n'avoir jamais tout à fait quitté le Paradis perdu que constitue l’enfance. Les enfants ne s’y trompent pas : « Dès qu’on apercevait ces yeux-là, on comprenait qu’ils devaient voir très clair et que sans doute il était de par ce monde bien peu de choses pour échapper à leurs regards ». Une figure que Genevoix, très tôt dans son enfance, avait déjà reconnue dans le Livre de la Jungle, livre auquel il fait explicitement référence sous la forme d’une lecture proposée par l’instituteur, M. Legrand. Peut-être même Mowgli a-t-il guidé l’inspiration de l’écrivain, puisque lui aussi « est entré dans le souterrain (…), et il a trouvé le trésor ».
Le thème de l’amitié
L’amitié est au centre du roman, comme elle l’est dans nombre de ses romans ou récits. Genevoix lui confère une haute valeur, quand le vieux Champagnat conclut l’aventure des compagnons par ces mots « Ce que vous aurez pu y apprendre de meilleur, c’est d’abord à savoir apprendre, à mieux ouvrir vos propres yeux, votre esprit et votre cœur, à vous méfier des partis pris, à ne jamais trancher de haut sur les événements et les hommes, mais au contraire à toujours essayer, honnêtement, à comprendre les uns les autres ».

## Analyse du roman
L’intrigue
Sous la suggestion discrète de leur instituteur, M. Legrand, huit garçons parisiens établissent un camp de vacances dans un village de l’Orléanais. Tout naît d’une lecture évoquant d’autres enfants : « Des enfants de leur âge, pareils à eux, qui passaient leurs vacances sous la tente, en pleine nature. Que de merveilles ils rencontrent alors ! Ardents, pleins d’entrain, de vaillance, ils apprenaient à observer, à compter sur eux-mêmes pour agir. Libres ! ». Ils découvrent alors les richesses de la vie au contact de la nature, et s’enquièrent d’un trésor. Un trésor cependant partiellement allégorique. C’est l’âme du terroir, s’exprimant ici par la voix de Cilette, fille de vigneron, qui en détient la véritable clé : « Un trésor ? Nous en avons eu cent ! Chaque journée a tenu ses promesses… ». Mais par la sagacité de deux d’entre eux, les enfants mettront au jour des trésors plus conventionnels, représentées par des objets d’origine phénicienne enterrés depuis le IXe siècle sous une dalle, dans un vieux château abandonné.
Analyse littéraire
Le vocabulaire, si riche dans l’œuvre de Genevoix, est ici beaucoup plus sobre pour rester accessible aux enfants, s’agissant d’un livre de lecture. S’il s’agit d’égarer ces derniers, c’est intentionnellement, comme dans l’épisode presque final où le bibliothécaire de Rouvray  propose à Painchaud et Lenoir de visiter la salle capitulaire, pour y accéder aux incunables. Dans cet ouvrage, on pressent que Genevoix tente d’initier les enfants à la beauté profonde des « choses de la nature » qu’il sait si bien dépeindre dans ses romans-poèmes, cependant moins accessibles à de jeunes lecteurs. Les longues évocations picturales, les sollicitations de l’ouïe et de l’odorat, y apparaissent particulièrement absentes pour le lecteur familiarisé aux romans de Maurice Genevoix. L’espace vacant apparaît comblé par l’explication amicale des grands principes où l’auteur chante, autant que son amour de la liberté, les mérites de l’attention à l’Homme et à la Nature.